# Microtityus flavescens
Espèce
Synonymes
- Microtityus fundorai flavescens Teruel, 2001

Microtityus flavescens est une espèce de scorpions de la famille des Buthidae.

## Distribution
Cette espèce est endémique de la province de Santiago de Cuba à Cuba. Elle se rencontre vers Santiago de Cuba.

## Description
Le mâle holotype mesure 12,60 mm, les mâles mesurent de 12,55 à 13,05 mm et les femelles 15,1 à 15,55 mm.

## Systématique et taxinomie
Cette espèce a été décrite sous le protonyme Microtityus fundorai flavescens par Teruel en 2001. Elle est élevée au rang d'espèce par Teruel et Kovařík en 2012.

## Publication originale
- Teruel, 2001 : « Taxonomia y distribucion geografica de Microtityus fundorai Armas 1974 (Scorpiones, Buthidae) en la provincia Santiago de Cuba. » Revista Iberica de Aracnologia, vol. 4, p. 29-33 (texte intégral).